# 뚜이득현
뚜이득현(베트남어: Huyện Tuy Đức / 縣綏德)은 베트남 중부 고원 지방 닥농성의 현이다.

## 행정 구역
뚜이득현은 6사를 관할하고 있다.

### 사
- 닥북소사 (Xã Đắk Búk So, 得布索社)
- 닥응오사 (Xã Đắk Ngo, 得吾社)
- 닥르띠흐사 (Xã Đắk R'Tíh)
- 꽝떰사 (Xã Quảng Tâm, 廣心社)
- 꽝떤사 (Xã Quảng Tân, 廣新社)
- 꽝쯕사 (Xã Quảng Trực, 廣直社)